# Parga Chasmata
I Parga Chasmata sono una struttura geologica della superficie di Venere.